# Alfa Romeo 145
Alfa Romeo 145 (type 930) var en lille mellemklassebil fra den italienske bilfabrikant Alfa Romeo.

## Historie
Alfa Romeo 145 blev bygget fra april 1994. Den femdørs søstermodel var den i december 1994 introducerede Alfa Romeo 146. Den interne betegnelse for 145 og 146 var 930.
I den første tid fandtes 145 med de fra Alfasud og 33 kendte otteventilede boksermotorer på 1,4 (66 kW/90 hk) og 1,6 (76 kW/103 hk) liter samt en 1,7-liters 16V-motor (95 kW/129 hk). Derudover fandtes der en turbodieselmotor på 1,9 liter med 66 kW/90 hk.
Udefra kunne den første generation kendes på det ovale udstødningsrør og heldækkende hjulkapsler med indpræget Alfa Romeo-logo. I kabinen dominerede et gråt instrumentbræt med rektangulære ventilationsdyser billedet.
I 1995 introduceredes på Frankfurt Motor Show Alfa Romeo 145 Quadrifogilo Verde som topmodel i 145-serien. Forskellene i forhold til øvrige 145-modeller var sidelisterne med grønt Quadrifogilo-emblem, letmetalfælge, sportssæder, ændrede instrumenter, læderrat og en specielt afstemt sportsundervogn. Motoren var en 2,0-liters firecylindret rækkemotor med dobbelttænding og 110 kW/150 hk.

### Facelift
Med faceliftet i slutningen af 1996 blev motorprogrammet ændret fra boksermotorer til firecylindrede rækkemotorer med dobbelttænding, da boksermotorerne på grund af bilens betydeligt højere egenvægt i forhold til forgængeren ikke kunne opfylde de ønskede præstations- og forbrugsværdier. Motorprogrammet omfattede nu benzinmotorer fra 1,4 til 2,0 liter og den hidtidige dieselmotor.
Karrosseriet blev dog ikke modificeret udvendigt. Så modellerne adskilte sig kun i detaljer: Tredje bremselygte og rundt udstødningsrør. Motorbetegnelsen var ikke længere placeret til venstre på bagagerumsklappen bag "145"-skrifttrækket, men derimod på højre side sammen med skrifftrækket "T.SPARK" eller "TD".
I kabinen blev bilen dog stærkere modificeret med tofarvet midterkonsol med modificerede knapper til varme og ventilation såvel som runde ventilationsdyser, og rattet blev udstyret med et påsat, farvet Alfa Romeo-logo.
- Alfa Romeo 145 (1996–1998)
- Bagfra
- Instrumentbræt

I efteråret 1998 fulgte endnu et facelift. De udvendige modifikationer berørte frem for alt kofangerne, som fik en rundere optik. Derudover var kofangerne nu lakeret i samme farve som resten af bilen. Hjulkapslerne fik et farvet Alfa Romeo-logo.
Kabinen blev kun lettere modificeret: Ventilationsdyserne og instrumenterne blev forsynet med kromringe, ligesom dørhåndtagene. Sideairbags blev nu standardudstyr.
Motorprogrammet blev kun ændret i detaljer: 1,8- og 2,0-litersmotorerne fik variabel indsugningsmanifold, hvilket øgede effekten til 106 kW/144 hk hhv. 114 kW/155 hk, og der kom en ny dieselmotor med commonrail-indsprøjtning og 77 kW/105 hk.
- Alfa Romeo 145 Quadrifoglio Verde (1998–2001)
- Instrumentbræt

Modellen udgik af produktion i december 2000, og blev herefter afløst af Alfa Romeo 147.

## Tekniske specifikationer
| Model         | Cylindre | Ventiler | Slagvolume cm³ | Max. effekt kW (hk) / omdr. | Max. drejningsmoment Nm / omdr. | 0-100 km/t sek. | Topfart km/t | Byggeår     |
| ------------- | -------- | -------- | -------------- | --------------------------- | ------------------------------- | --------------- | ------------ | ----------- |
| Benzinmotorer |          |          |                |                             |                                 |                 |              |             |
| 1.4           | B4       | 8        | 1351           | 66 (90) / 6000              | 115 / 4400                      | 12,5            | 178          | 1994 − 1996 |
| 1.4 T. Spark  | R4       | 16       | 1370           | 76 (103) / 6300             | 124 / 4600                      | 11,2            | 185          | 1996 − 2001 |
| 1.6           | B4       | 8        | 1596           | 76 (103) / 6000             | 134 / 4500                      | 11,0            | 185          | 1994 − 1996 |
| 1.6 T. Spark  | R4       | 16       | 1598           | 88 (120) / 6300             | 144 / 4500                      | 10,2            | 195          | 1996 − 2001 |
| 1.7 16V       | B4       | 16       | 1712           | 95 (129) / 6500             | 148 / 4300                      | 9,8             | 200          | 1994 − 1996 |
| 1.8 T. Spark  | R4       | 16       | 1747           | 103 (140) / 6300            | 165 / 4000                      | 9,2             | 205          | 1996 − 1998 |
| 1.8 T. Spark  | R4       | 16       | 1747           | 106 (144) / 6500            | 169 / 3500                      | 9,1             | 207          | 1998 − 2001 |
| 2.0 QV        | R4       | 16       | 1970           | 110 (150) / 6200            | 187 / 4000                      | 8,4             | 210          | 1995 − 1998 |
| 2.0 QV        | R4       | 16       | 1970           | 114 (155) / 6400            | 187 / 3500                      | 8,3             | 211          | 1998 − 2001 |
| Dieselmotorer |          |          |                |                             |                                 |                 |              |             |
| 1.9 JTD       | R4       | 8        | 1910           | 77 (105) / 4000             | 255 / 2000                      | 10,4            | 185          | 1998 − 2001 |
| 2.0 TD        | R4       | 8        | 1929           | 66 (90) / 4100              | 186 / 2400                      | 12,0            | 178          | 1994 − 1998 |
| 2.0 TD        | R4       | 8        | 1929           | 66 (90) / 4200              | 186 / 2500                      | 12,0            | 178          | 1995 − 1998 |